# 阿培爾頓阿高夫
阿培爾頓足球俱樂部（AGOVV Apeldoorn，荷蘭語發音：[ˌaː.ɣeɪ̯.oʊ̯.veɪ̯.ˈveɪ̯ ˈaːpəɫ.ˌdɔːrn]）是荷蘭的一家足球俱樂部。主場位於阿培爾頓。球隊於2012/13球季參加荷蘭足球乙級聯賽的賽事時，由於財政出現嚴重問題，與另一支球隊雲登體育會一同被逐出聯賽，現時只能參加業餘聯賽。

## 外部連結
- Official website （页面存档备份，存于）
- Fansite Blauw Hart （页面存档备份，存于）
- Fankleding AGOVV (unofficial)
- Fansite
- Fansite